# Ballus variegatus
Ballus variegatus is een spinnensoort in de taxonomische indeling van de springspinnen (Salticidae).
Het dier behoort tot het geslacht Ballus. De wetenschappelijke naam van de soort werd voor het eerst geldig gepubliceerd in 1876 door Eugène Simon.